# Pingo (football)
Erison Carlos dos Santos Silva, surnommé Pingo, est un footballeur brésilien né le 22 mai 1980. Il est milieu de terrain.